# Ruta Estatal de Arizona 92
La Ruta Estatal de Arizona 92, y abreviada SR 92 (en inglés: Arizona State Route 92) es una carretera estatal estadounidense ubicada en el estado de Arizona. La carretera inicia en el Sur desde la SR 90     en Sierra Vista hacia el Norte en la SR 80     en Bisbee. La carretera tiene una longitud de 54,6 km (33.91 mi).

## Mantenimiento
Al igual que las autopistas interestatales, y las rutas federales y el resto de carreteras estatales, la Ruta Estatal de Arizona 92 es administrada y mantenida por el Departamento de Transporte de Arizona por sus siglas en inglés ADOT.